# Mattias Tjernström
Mattias Tjernström, född 2 juni 1976, är en svensk sportjournalist. 
Mattias Tjernström jobbar som reporter och programledare på sportredaktionen på TV4. Han presenterar även Sportsnackisarna i Nyhetsmorgon.
Han jobbar främst med det svenska fotbollslandslaget och friidrott, bland annat Diamond League som kanalen sänder.  Dessutom har han under många år presenterat klassikern Kanon&Kalkon.
Mattias Tjernström jobbade under åren 2000–2005 på Sveriges Radio Uppland innan han kom till TV4 2005. Han har studerat media och kommunikation vid University of Colorado under åren 1998–2000. Tjernström har varit en framstående utförsåkare där den främsta meriten är en 7:e plats i Extreme-NM i Riksgränsen 1997. 